# 多摩英数進学教室
多摩英数進学教室（たまえいすうしんがくきょうしつ）は、川崎市麻生区に本部を置く学習塾 である。かつて中学部においては、多摩高合格実績NO.１を誇った。

## 概要
- 企業名　株式会社多摩英数進学教室
- 沿革
  - 昭和50年　百合ヶ丘に多摩英数進学教室を開設
  - 昭和57年　設立
- 運営教室
  - 新百合ヶ丘
  - 柿生
  - 中野島
  - 宿河原
  - 読売ランド前
  - 栗平
  - 生田
- 本部所在地　神奈川県川崎市麻生区上麻生1-17-1